# Loving You (canción de Michael Jackson)
Loving You es una canción del artista americano Michael Jackson. La canción fue originalmente grabada durante las sesiones de Bad en 1985 y la sección de coro tuvo semejanzas notables a "The Girl Is Mine". Una remasterización de la canción fue incluida en el álbum póstumo de Jackson Xscape (2014).